# Prumnopitys
Prumnopitys est un genre de conifères de la famille des Podocarpacées. Il comprend neuf espèces reconnues. Il s'agit d'arbres sempervirents dioïques qui atteignent une hauteur de 40 m.

## Espèces
- Prumnopitys andina
- Prumnopitys exigua (en)
- Prumnopitys ferruginea (en)
- Prumnopitys ferruginoides (en)
- Prumnopitys harmsiana
- Prumnopitys ladei (en)
- Prumnopitys montana (en)
- Prumnopitys standleyi (en)
- Prumnopitys taxifolia